# Clara Beranger
Clara Beranger de domo Strouse (ur. 14 stycznia 1886 w Baltimore, zm. 10 września 1956) – amerykańska scenarzystka epoki kina niemego.

## Życiorys
Urodziła się w Baltimore. Jej ojcem był Amerykanin pochodzenia niemieckiego, Benjamin Strouse. W 1907 roku ukończyła Goucher College w swoim rodzinnym mieście. W 1909 roku wyszła za Alberta Berangera i urodziła córkę, Frances.
Początkowo pracowała jako dziennikarka, jednak około 1910 roku podjęła pracę w przemyśle filmowym, pisząc scenariusze jako wolny strzelec. Pracowała m.in. dla wytwórni Edisona, Kalem i Vitagraph. Później pracowała jako część zespołu scenariuszowego Fox Film Corporation i Pathé oraz (od 1918 roku) World Film Corporation.
Od 1919 roku pracowała w wytwórni Famous Players. W 1920 roku przeniosła się do Kalifornii. W 1921 roku, przy filmie Panna Molly Bryant,  po raz pierwszy współpracowała z reżyserem Williamem C. de Mille’em. Z czasem de Mille i Beranger nawiązali romans. Scenarzystka rozstała się z mężem. Żona de Mille’a dowiedziała się o jego romansie i zmusiła go do wyboru pomiędzy nią a kochanką. W 1927 roku reżyser rozwiódł się, a w 1928 roku wziął ślub z Clarą Beranger.
Beranger pracowała dla Famous Players aż do 1929 roku. Dla tej wytwórni napisała ponad dwadzieścia scenariuszy.
Beranger była autorką licznych scenariuszy oryginalnych i adaptacji dzieł literackich. Napisała scenariusze m.in. do Anny Kareniny (1915), Doktora Jekylla i pana Hyde’a (1920), The Bedroom Window (1924). Wspierała i promowała inne kobiety pracujące w przemyśle filmowym. W artykule, który napisała w 1918 roku, twierdziła, że kobiety są lepszymi scenarzystkami niż mężczyźni, ponieważ są lepsze w opracowywaniu historii o emocjach, gdyż lepiej je rozumieją. W artykule z 1919 roku wskazywała też, że kobiety odnoszą również sukcesy w reżyserii filmowej.
W 1934 roku zrezygnowała z pracy scenarzystki. Zajęła się pisaniem artykułów i książek. Współtworzyła szkołę filmową USC School of Cinematic Arts i wykładała scenopisarstwo. Zmarła w 1956 roku.